# Абу-Бакр

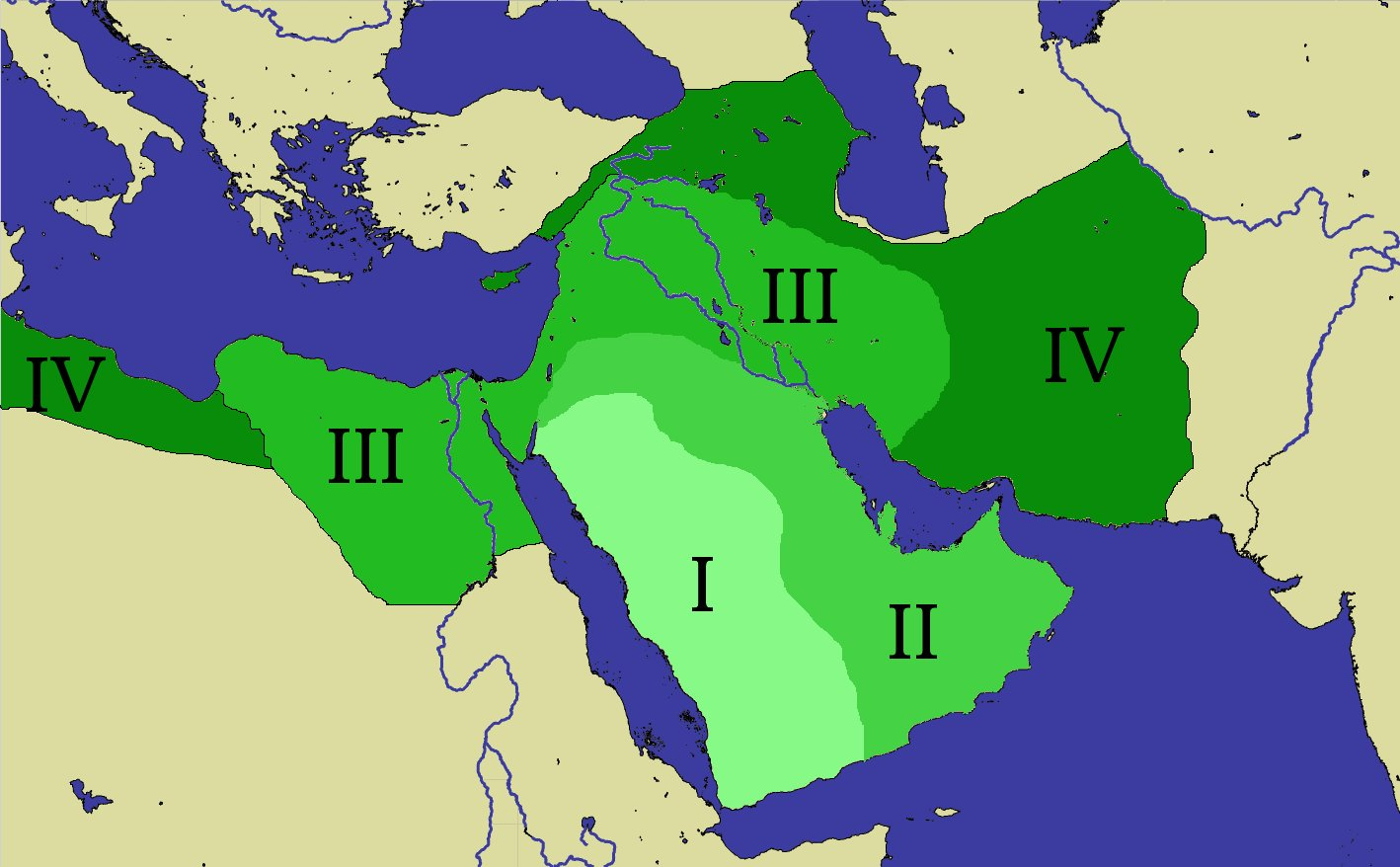
Ісламські завоювання при праведних халіфах. I — на час смерті Мухаммада; II — завоювання Абу Бакра; III — завоювання Омара; IV — завоювання Османа

Абу́ Бакр ас-Саддик (араб. أبو بكر الصديق, Abū Bakr aṣ-Ṣiddīq) або Абдаллах ібн Абу Осман (араб. عبد الله بن أبي قحافة , 'Abdullāh bin Abī Quhāfah) (572 чи 573 — серпень 634) — перший арабський халіф (632—634). У минулому купець, один з перших та найбільш ревних послідовників Мухаммеда.
Абу Бакр приєднався до Мухаммеда і віддав за нього доньку Айшу. Під час Хіджри разом з Мухаммедом переселився до Медини. Обраний після смерті Мухаммеда халіфом, Абу Бакр придушив повстання лжепророків у Внутрішній Аравії (632), силою поширював іслам. У 633 відправив війська проти сасанідського Ірану, в 634 — проти візантійців у Палестину. За Абу Бакра почато запис Корану.

## Біографія

### Зародження ісламу
Абу Бакр одним з перших прийняв іслам. Він був заможною людиною — займався торгівлею одягом і тканиною (його статки сягали 40 000 дирхамів). Абу Бакр був близьким другом Мухаммеда. Під час вирішення багатьох життєво важливих проблем Мухаммед часто радився з Абу Бакром. Араби навіть називали його «візиром пророка». Вони були майже ровесниками. Згідно з мусульманським переданням, Абу Бакр вірив кожному слову Мухаммеда. Коли той оголосив, що за одну ніч здійснив подорож з Мекки до Єрусалима, звідки начебто вознісся (Мірадж), Абу Бакр першим оголосив, що вірить Мухаммеду, за що той назвав його ас-Саддиком (вірним).

Перебуваючи у Мецці, Абу Бакр доклав чималих зусиль задля розвитку мусульманської общини. Він займався благочинністю, викуповував у язичників рабів. Він викупив з рабства чорношкірого Біляла, який пізніше став першим муедзином.

Після початку гонінь на мусульман у Мецці, Мухаммед вирішив відправити Абу Бакра до Ефіопії, куди прямувала значна частина мусульман. Дорогою він зустрів одного з впливових племінних лідерів Ібн Дукунну, який взяв його під свою опіку і вони разом повернулися до Мекки. Абу Бакр у Мецці продовжив активну релігійну діяльність, чим викликав невдоволення свого покровителя.
Під час хіджри (переселення) мусульман з Мекки до Медини, Абу Бакр покинув місто одним із останніх разом з Мухаммедом. Вони разом переховувалися від язичників, що переслідували їх у печері Сур.

Після прибуття до Медини Мухаммед одружився з дочкою Абу Бакра Айшею.

Абу Бакр брав участь у битвах при Бадрі, Ухуді, Хандаці, Хунайні, тощо. Під час битви при Бадрі він бився зі своїм рідним сином Абд ар-Рахманом, що залишився язичником.

### Перший халіф
Наприкінці свого життя Мухаммед, зважаючи на стан свого здоров'я, доручив проводити колективні молитви Абу Бакру. Саме ця обставина й стала вирішальною під час обрання Абу Бакра першим халіфом.

Після смерті Мухаммеда у 632 р., ансари (мединські мусульмани) висунули кандидатом на посаду халіфа свого лідера Саада ібн Убайду. Мухаджири (мекканські мусульмани) вимагали, щоб халіф був обраний з племені Курайш. Після тривалих дебатів халіфом був обраний Абу Бакр.

Наступного дня після свого обрання, халіф Абу Бакр прийняв баят (присягу) від народу в мечеті у Медині. Саад ібн Убайда також дещо пізніше присягнув халіфові. Невдовзі він відбув до Сирії, де загинув у одному з боїв.

### Будівничий мусульманської держави
Попри те, що Абу Бакр був халіфом лише трохи більше двох років йому вдалося багато зробити для утвердження мусульманської релігії і державності.

Одразу після обрання Абу Бакра халіфом, активізувались сили, які були зацікавлені у розвалі Халіфату. В основному це були лідери різних арабських племен, які прагнули повернути Аравію до стану племінної роздрібненості, що існувала в доісламські часи. Вони не бажали підпорядковуватись вищій державній владі, сплачувати податки, відмовившись від сплати закяту (сплата закяту була одною з основ ісламської релігії, виконання якої було обов'язком усіх мусульман). Тому сепаратистські дії деяких арабських племен було трактовано як віровідступництво.

У різних регіонах Аравії активізували діяльність лжепророки — Мусайліма, Туйлаха, аль-Асвад, Саджах.

Абу Бакр зайняв найжорсткішу позицію щодо сепаратистів і віровідступників. Відмовившись від будь-яких поступок він розпочав з ними війну. У результаті рішучих дій вороги Халіфату були розгромлені.

Успіх у внутрішніх війнах дозволив мусульманам розпочати військові дії в Іраку і Сирії проти перських та візантійських військ. З тих пір розпочалися перші мусульманські завоювання.

Мусульманська армія розгромила персів на території Іраку. Наприкінці правління Абу Бакра війська Халіфату на сирійському напрямку підійшли до ріки Ярмук, де розпочалась грандіозна битва з великими силами Візантійської імперії. У розпал битви при Ярмуці мусульманська армія отримала звістку про смерть Абу Бакра від хвороби, яка перебігала з гарячкою та нагадувала за своїми проявами черевний тиф. Його поховали біля могили Мухаммеда. Перед смертю він заповів посаду халіфа Омару ібн Хаттабу, який і став після нього другим праведним халіфом.

### Початок упорядкування Корану
За часів правління Абу Бакра Коран було зібрано в одну книгу. Він доручив цю роботу одному з секретарів Мухаммеда Зейду ібн Сабіту. Зібраний екземпляр Корану був відправлений дружині Мухаммеда Хафсі, де зберігався аж до часів правління третього праведного халіфа Османа ібн Аффана. Осман створив комісію на чолі з тим же Зейдом ібн Сабітом для остаточної редакції Корану і його тиражування.